# 金山町 (東久留米市)
金山町（かなやまちょう）は、東京都東久留米市の町域。

現行行政地名は　金山町一丁目から金山町二丁目。

郵便番号は203-0003。

## 地理
東久留米市の北部。
街区北側境界が東京都埼玉県県境。
街区南部境界に黒目川が存在する。
東から時計回りに、東久留米市上の原、東久留米市神宝町、東久留米市大門町、東久留米市氷川台、新座市西堀、に隣接する。

### 河川
- 黒目川

## 小・中学校の学区
市立小・中学校に通う場合、学区は以下の通りとなる。

2025年4月現在
| 丁目   | 番地                     | 小学校     | 変更承認区域 |
| ------ | ------------------------ | ---------- | ------------ |
| 一丁目 | 全域                     | 第六小学校 |              |
| 二丁目 | 1～4番                   | 神宝小学校 |              |
| 二丁目 | 5番                      | 第六小学校 | 神宝小学校   |
| 二丁目 | 6番                      | 第六小学校 |              |
| 二丁目 | 7番1号～34号 36号 38号～ | 第六小学校 |              |
| 二丁目 | 7番37号                  | 第六小学校 | 神宝小学校   |
| 二丁目 | 8～20番                  | 第六小学校 |              |

| 丁目   | 番地                     | 中学校   | 変更承認区域 |
| ------ | ------------------------ | -------- | ------------ |
| 一丁目 | 全域                     | 東中学校 |              |
| 二丁目 | 1～4番                   | 東中学校 |              |
| 二丁目 | 5番                      | 東中学校 |              |
| 二丁目 | 6番                      | 東中学校 |              |
| 二丁目 | 7番1号～34号 36号 38号～ | 東中学校 |              |
| 二丁目 | 7番37号                  | 東中学校 |              |
| 二丁目 | 8～20番                  | 東中学校 |              |

## 交通

### 鉄道
| 隣接地域の駅                   |
| ------------------------------ |
| 西武池袋線 - 東久留米駅(SI 14) |

### バス
西武バス 新座営業所

…が周辺の路線を運行している。

### 道路
- 東京都道・埼玉県道24号練馬所沢線

## 施設

### 金山町二丁目
- 金山森の広場